# 中電學院
中電學院（英語：CLP Power Academy）是香港中華電力轄下一所電力專業培訓學院。

## 歷史
中電學院於2017年10月成立，為有意投身電力行業的人仕提供培訓。創校校長為中華電力前任總裁潘偉賢。
學院設有虛擬實境訓練設施，能模擬離地數十米的電塔的真實工作環境，該設施與職業訓練局共同開發。

## 課程
分別與香港理工大學專業進修學院、香港科技大學、英國斯特拉斯克莱德大学、職業訓練局合辦。
2023年與職業訓練局、廣州市工貿技師學院合辦課程，以助香港電力工程從業員取得中國內地相關資格。
截至2024年，該校開辦各類課程超過10個。

## 歷任校長
- 潘偉賢（2017-2023年）[3][10]
- 張建中

## 外站連結
- 官方网站